# Pearcea intermedia
Pearcea intermedia is een plant uit de familie Gesneriaceae. Het is een kruidachtige plant die endemisch is in Ecuador, waar de soort voorkomt in de oostelijke Andes.
De plant wordt bedreigd door vernietiging van zijn habitat.